# Cyclaspis peruana
Cyclaspis peruana är en kräftdjursart som beskrevs av John Todd Zimmer 1943. Cyclaspis peruana ingår i släktet Cyclaspis och familjen Bodotriidae.
Artens utbredningsområde är Peru. Inga underarter finns listade i Catalogue of Life.